# Calocalanus pavoninus
Calocalanus pavoninus är en kräftdjursart som beskrevs av Farran 1936. Calocalanus pavoninus ingår i släktet Calocalanus och familjen Paracalanidae. Inga underarter finns listade i Catalogue of Life.